# Sally Ride
Sally Kristen Ride (Los Angeles, 26 maggio 1951 – La Jolla, 23 luglio 2012) è stata un'astronauta statunitense, la terza donna a raggiungere il 18 giugno 1983 lo spazio, a bordo della STS-7, che rientrò sulla Terra il 24 giugno 1983.
Prima di lei solo due donne sovietiche, Valentina Vladimirovna Tereškova e Svetlana Evgen'evna Savickaja avevano compiuto la medesima impresa.

## Biografia

### Origini e studi
Sally Ride nacque a Encino in California, figlia primogenita di Dale e Joyce Ride. Sua sorella Karen è ministro del culto della chiesa Presbiteriana. Sally ha frequentato la Westlake School for Girls high school a Los Angeles (attualmente Harvard-Westlake School) con una borsa di studio per il tennis. Oltre all'interesse per le scienze, Sally era una giocatrice di tennis a livello nazionale. Frequentò lo Swarthmore College e si laureò in Inglese e fisica alla Stanford University vicino a Palo Alto, California. Quindi conseguì il master e il dottorato in fisica presso la stessa università mentre era ricercatrice in astrofisica e fisica del laser.

### Carriera alla NASA
Sally è stata una delle 8.900 persone a rispondere ad un annuncio su un giornale alla ricerca di candidati per il programma spaziale. A seguito di questa risposta, Sally è entrata alla NASA nel 1978 nel primo corso per astronauti aperto anche alle donne. Durante la sua carriera Sally è stata addetta alle comunicazioni nella seconda (STS-2) e terza (STS-3) missione del Programma Space Shuttle ed ha collaborato allo sviluppo del braccio robotico dello Space Shuttle.
Il 18 giugno 1983 è diventata la prima donna americana membro dell'equipaggio in una missione del Challenger, la STS-7.
L'equipaggio di 5 persone ha messo in orbita due satelliti per telecomunicazioni, condotto esperimenti farmaceutici ed ha usato per la prima volta il braccio robotico per posizionare e recuperare il satellite nello spazio. Il suo secondo volo spaziale è stato nel 1984 sempre a bordo del Challenger. Complessivamente ha passato più di 343 ore nello spazio.
Sally era all'ottavo mese di addestramento per la sua terza missione al momento del Disastro dello Shuttle Challenger. È stata nominata membro della commissione di inchiesta che ha indagato sulle cause dell'incidente. In questo ambito, il generale Donald J. Kutyna, membro come Ride della stessa commissione, ha rivelato nel 2012, che fu lei a fornirgli alcune informazioni chiave riguardanti i difetti delle guarnizioni sottoposte a temperature molto basse. Grazie a queste informazioni, Richard Feynman, anch'esso componente della commissione, poté illustrare durante una seduta pubblica della commissione, che le guarnizioni diventavano inefficienti una volta congelate, rendendo evidente la causa del disastro. 
Dopo le indagini, Sally è stata trasferita al quartier generale della NASA a Washington.

### Morte
Morì nel 2012 a La Jolla all'età di 61 anni per le complicazioni di un tumore al pancreas,

## Vita privata
Fu sposata con l'astronauta della NASA Steven Hawley dal 1982 al 1987.
La fondazione a lei intitolata ha rivelato dopo la sua morte che lei ebbe una relazione, durata 27 anni, con una donna, l'ex atleta e collega Tam O'Shaughnessy. Amante della privacy, aveva mantenuto segreta la relazione in conformità con il don't ask, don't tell..